# Maseru

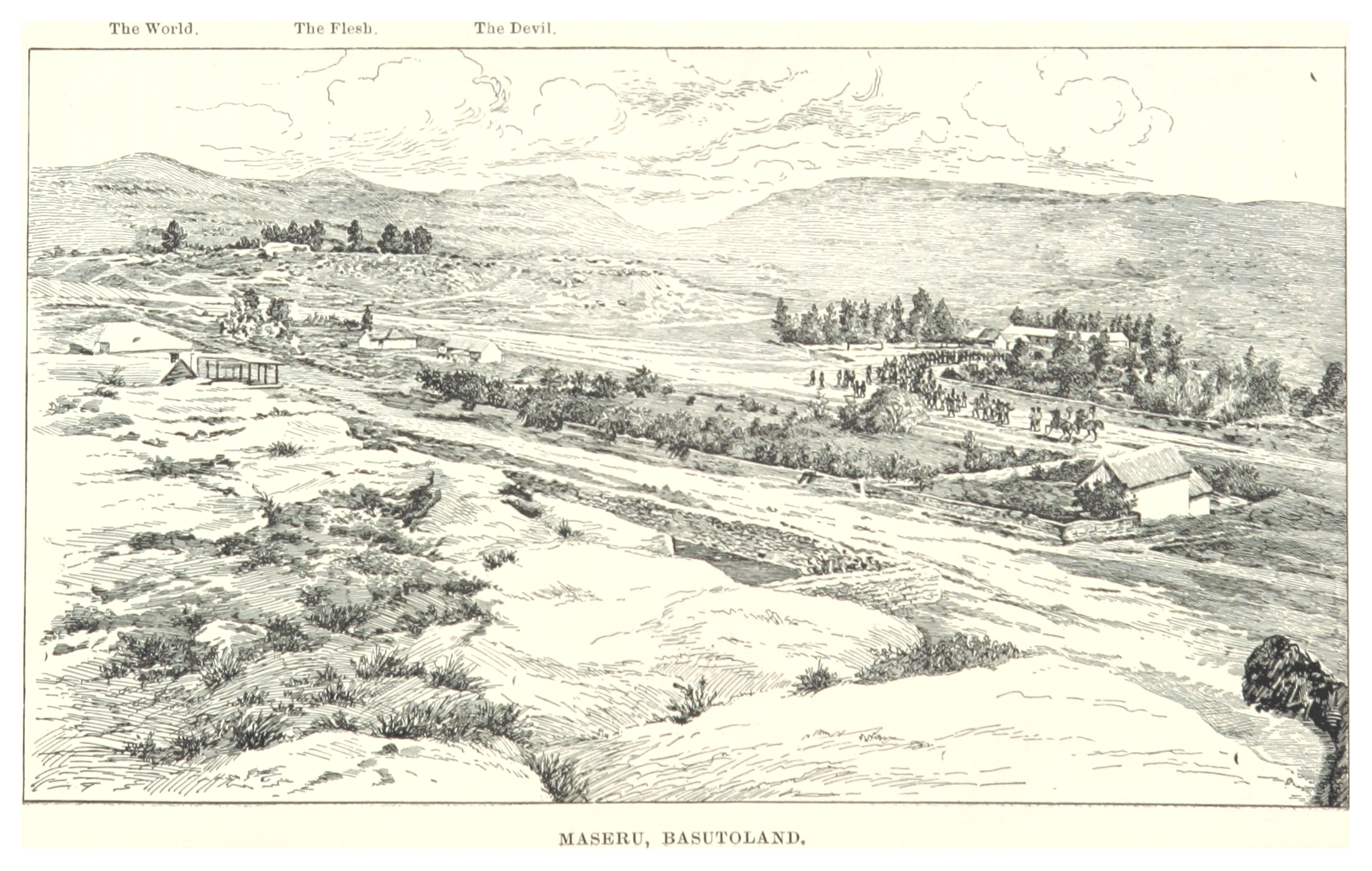
Maseru in Basutoland, um 1880

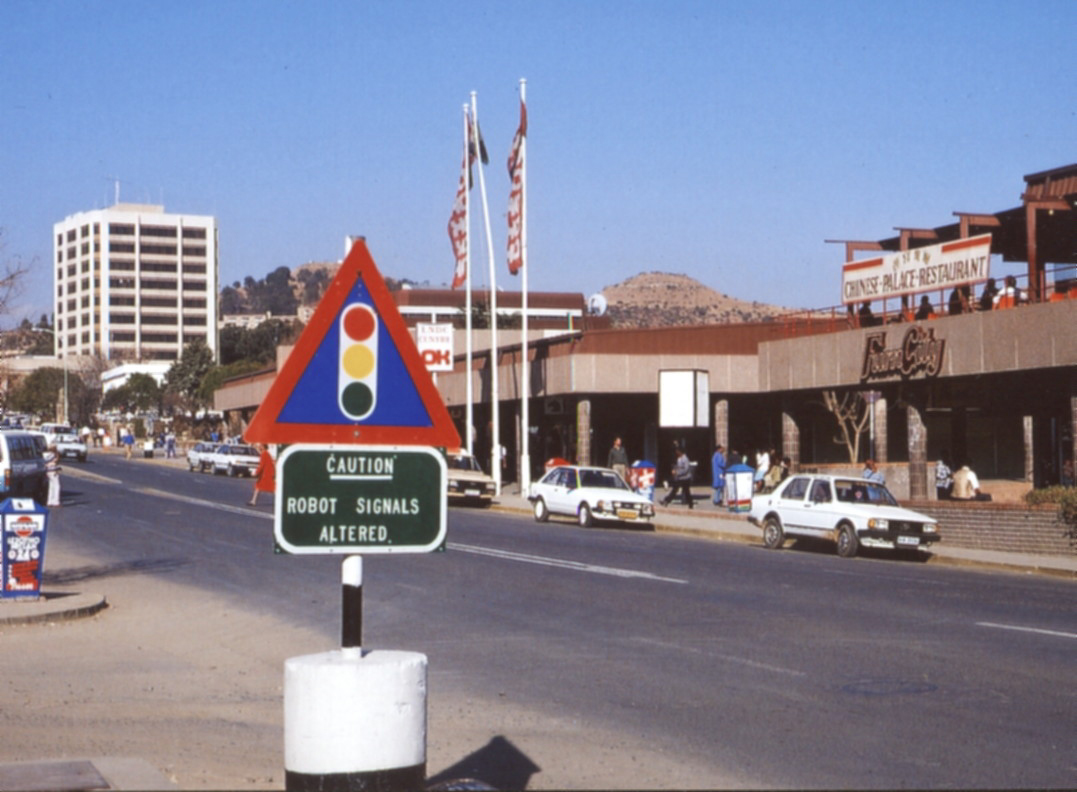
Kingsway (1991)

Maseru ist die Hauptstadt Lesothos und hat etwa 330.760 Einwohner (Stand 2016).

## Geographie
Maseru liegt am Fluss Caledon (Sesotho: Mohokare) im Westen Lesothos und ist die einzige größere Stadt des Landes. Sie liegt etwa 1550 Meter über dem Meeresspiegel und ist Hauptstadt des gleichnamigen Distrikts. Der Caledon ist Grenzfluss zu Südafrika.

## Geschichte
Maseru war eine kleine Handelsstation an einer Furt des Caledon an der Grenze von Basutoland und dem Oranje-Freistaat, als es 1869 unter dem Oberhäuptling der Basotho, Moshoeshoe I., zur Hauptstadt gemacht wurde. Maseru bezeichnet das Sesotho-Wort für eine bestimmte Art des Sandsteins, die bei Maseru vorkommt. Es war von 1869 bis 1871 und von 1884 bis 1966 Hauptstadt des britischen Protektorats, später Kronkolonie, Basutoland und diente lange allein den Kolonialherren als Wohnort. 1904 ließ sich in Maseru die erste Bankfiliale in Basutoland nieder, 1905 erhielt Maseru über die neu errichtete Caledonbrücke einen Bahnanschluss in den Oranje-Freistaat. 1933 erhielten einige Gebiete Maserus Stromversorgung. 1948 lebten dort 600 Europäer und 2000 Basotho. Da es jedoch Einrichtungen wie den Basutoland Club gab, die nur Weißen vorbehalten waren, kam es zu Protestaktionen, vor allem auf Initiative der panafrikanischen Basutoland Congress Party (BCP). 1958 wurde östlich des Zentrums die römisch-katholische Kathedrale Cathedral of our Lady of Victories errichtet (siehe auch: Römisch-katholische Kirche in Lesotho).
1966 wurde Maseru Hauptstadt des unabhängigen Lesotho. Damals lebten 15.000 Einwohner in der Stadt. Seit der Unabhängigkeit 1966 entstanden viele Behörden und diplomatische Vertretungen. Die deutsche Botschaft wurde aber in den 1990er Jahren aus finanziellen Gründen geschlossen.
1980 wurde das Stadtgebiet von 23 km² auf 138 km² erweitert. Am 9. Dezember 1982 überquerten rund 100 Soldaten der South African Defence Force in einer Kommandoaktion mit Hubschraubern die Grenze nach Lesotho und erschossen in Maseru 42 Menschen, darunter 30 Südafrikaner, die dort im Exil gelebt hatten, und zwölf Lesother (siehe Südafrikanischer Überfall auf Lesotho 1982).
Im September 1988 besuchte Papst Johannes Paul II. die Stadt. Höhepunkt der Feier war die Seligsprechung von Father Joseph Gérard. Dieser war Missionar und hatte im 19. Jahrhundert großen Anteil an der Christianisierung der Basotho. Statt der erwarteten Million Gläubigen erschienen zur Papstmesse in Maseru nur etwa 10.000 Menschen. Noch heute steht die dafür eigens errichtete Prunktribüne inmitten ärmlicher Siedlungen. Maseru ist seit 1894 römisch-katholischer Bischofssitz, seit 1977 Sitz des Erzbischofs des Erzbistums Maseru.
Bei politischen Unruhen im März 1991 wurden zahlreiche Geschäfte zerstört; es gab über 40 Tote. Im September 1998 wurden große Teile des Zentrums von Maseru geplündert und abgebrannt. Dabei wurden vor allem südafrikanische und asiatische Ladenbesitzer geschädigt.

## Wirtschaft

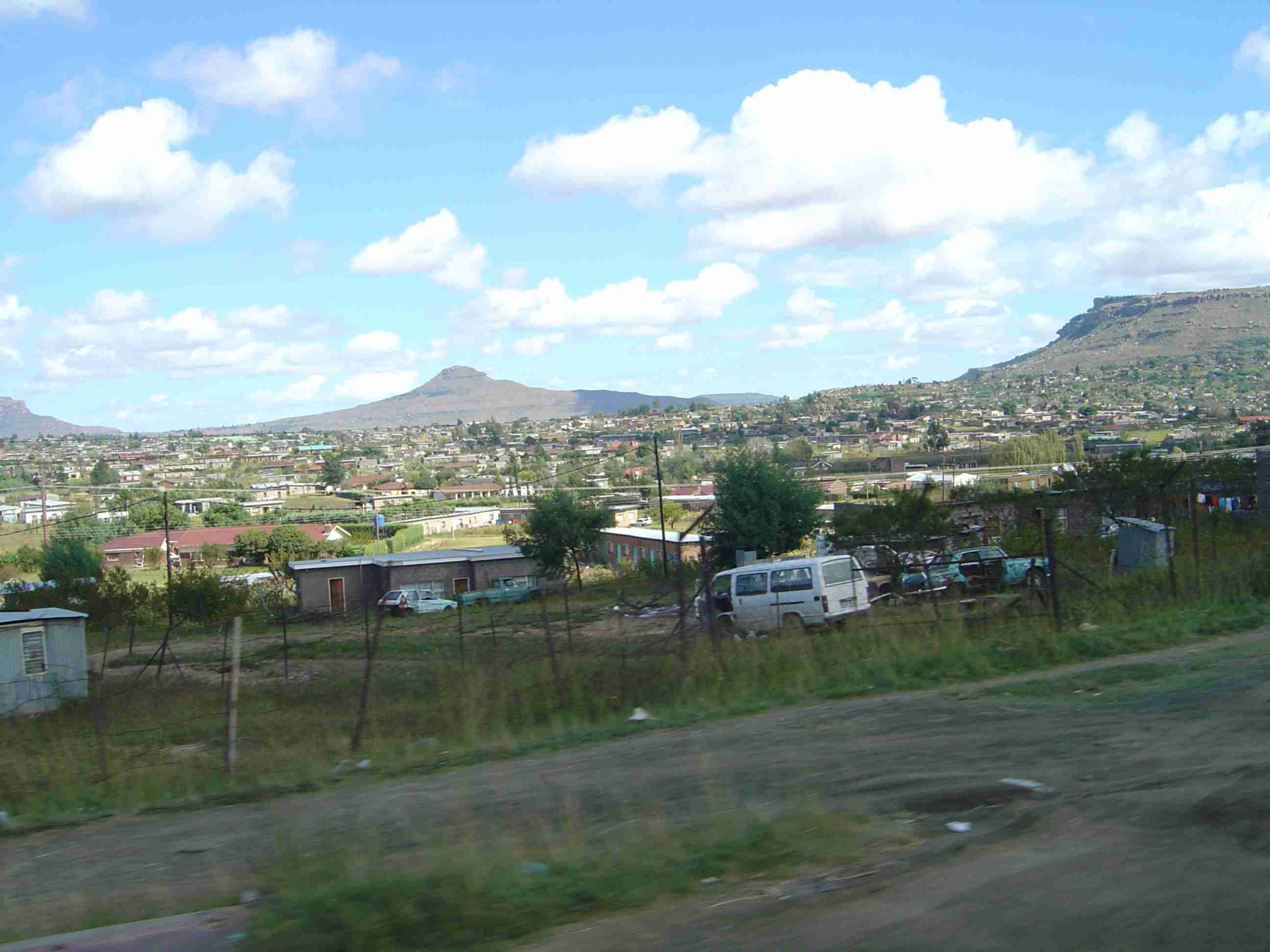
Außenbezirk im Süden Maserus

Maseru ist als Hauptstadt auch Wirtschaftszentrum des Landes. Die wichtigsten Fernstraßen Lesothos laufen hier zusammen. In Maseru befinden sich die Zentralen aller in Lesotho operierender Banken, Betriebe des Groß- und Einzelhandels sowie Hotels und Gastronomiebetriebe.
Ein beachtliches Unternehmen ist die Maluti Mountain Brewery, die mehrere Sorten Bier in südafrikanischer Lizenz herstellt. Auch die Lesotho Flour Mills, ein großer Mühlenbetrieb, hat einen hohen Umsatz.
In der Stadt werden Kerzen und Teppiche hergestellt. Etwa seit dem Jahr 2000 produziert eine Firma unter der Leitung taiwanischer Geschäftsleute Jeans und Jeansstoffe hauptsächlich für den amerikanischen Markt. Die Arbeitsbedingungen sind oft katastrophal.

## Verkehr
Maseru ist das Zentrum des öffentlichen Nahverkehrs des Landes. Hier treffen sich zahlreiche Bus- und Sammeltaxi-Linien. Die wichtigsten innerstädtischen Straßen sind der Kingsway, die Haupteinkaufsstraße, und die Moshoeshoe Road, daneben die vierstreifige Entlastungsstraße Mpilo Mpilo südlich des Kingsway. Im Güterverkehr wird Maseru von Südafrika aus auch mit der Bahn angefahren (siehe Schienenverkehr in Lesotho).
Der internationale Flughafen Moshoeshoe I. International Airport liegt etwa 20 Kilometer südlich der Stadt nahe der Main South, der Ausfallstraße Richtung Süden. Ein örtlicher Flughafen wird seit der Eröffnung des Moshoeshoe I. International Airport nur noch für militärische Zwecke und Hilfsflüge genutzt.

## Infrastruktur
Maseru ist eine recht moderne Stadt mit zahlreichen Behörden, gewerblichen Betrieben, Asphaltstraßen, Supermärkten, Schulen, dem Queen Elizabeth II. Hospital, der größten Kirche Lesothos (der Cathedral of our Lady of Victories) und dem modernen Nationalstadion, das in den 1980er Jahren gebaut wurde. An der Moshoeshoe Road haben viele Großbetriebe ihren Sitz. Auch der Palast des Königs Letsie III. sowie das Parlamentsgebäude und die Ministerien befindet sich im Zentrum der Stadt.
Einige Bereiche der National University of Lesotho (NUL; Nationaluniversität von Lesotho) befinden sich in Maseru, etwa die Fakultät für Agrarwissenschaften und das Institut für Erwachsenenbildung (IEMS). Das National Teacher Training College (NTTC; Nationales College zur Lehrerausbildung) hat ebenfalls seinen Sitz in Maseru, ebenso zahlreiche Schulen des Primar- und Sekundärbereichs.

## Sport
In der Stadt befindet sich mit dem Setsoto Stadium das 2010–2011 von Grund auf erneuerte Nationalstadion des Landes. Zu den Mannschaften der Lesotho Premier League gehören die in Maseru beheimateten Teams Kick4Life FC, Lesotho Correctional Services FC, Lesotho Defence Force FC, Lesotho Mounted Police Service FC, Likhopo FC und Matlama FC.

## Klimatabelle
|                       | Jan  | Feb  | Mär  | Apr  | Mai  | Jun  | Jul  | Aug  | Sep  | Okt  | Nov  | Dez  |   |      |
| Mittl. Tagesmax. (°C) | 28,1 | 27,1 | 24,9 | 21,4 | 18,0 | 15,3 | 15,9 | 18,8 | 22,7 | 24,4 | 25,9 | 27,5 | ⌀ | 22,5 |
| Mittl. Tagesmin. (°C) | 14,3 | 13,9 | 12,0 | 7,8  | 3,3  | −0,3 | −0,7 | 1,6  | 5,7  | 9,3  | 11,6 | 13,3 | ⌀ | 7,6  |
|                       |      |      |      |      |      |      |      |      |      |      |      |      |   |      |
| Niederschlag (mm)     | 111  | 94   | 98   | 59   | 29   | 11   | 12   | 14   | 20   | 60   | 87   | 88   | Σ | 683  |
|                       |      |      |      |      |      |      |      |      |      |      |      |      |   |      |
| Sonnenstunden (h/d)   | 9,3  | 9,3  | 8,4  | 8,0  | 8,0  | 7,7  | 8,2  | 9,0  | 9,3  | 8,9  | 9,3  | 9,9  | ⌀ | 8,8  |
|                       |      |      |      |      |      |      |      |      |      |      |      |      |   |      |
| Regentage (d)         | 10   | 10   | 9    | 6    | 4    | 1    | 2    | 2    | 2    | 6    | 8    | 9    | Σ | 69   |
|                       |      |      |      |      |      |      |      |      |      |      |      |      |   |      |
| Luftfeuchtigkeit (%)  | 55   | 62   | 65   | 64   | 63   | 61   | 58   | 49   | 44   | 48   | 52   | 52   | ⌀ | 56   |

| 14,3 |

| 13,9 |

| 12,0 |

| 7,8 |

| 3,3 |

| −0,3 |

| −0,7 |

| 1,6 |

| 5,7 |

| 9,3 |

| 11,6 |

| 13,3 |

| 14,3 |

| 13,9 |

| 12,0 |

| 7,8 |

| 3,3 |

| −0,3 |

| −0,7 |

| 1,6 |

| 5,7 |

| 9,3 |

| 11,6 |

| 13,3 |

## Söhne und Töchter der Stadt
- Thomas Thabane (* 1939), Politiker
- Motsapi Moorosi (1945–2013), Sprinter
- Tebello Nyokong (* 1951), südafrikanische Chemikerin und Hochschullehrerin
- 'Mamphono Khaketla (* 1960), Mathematikerin und Hochschullehrerin
- Morabo Morojele (1960–2025), Schriftsteller und Jazzmusiker
- Makhaola Ndebele (* 1971), Schauspieler und Theaterleiter
- Masempe Theko (* 1987), Schwimmerin
- Lerato Sechele (* 1994), Dreispringerin
- Inkululeko Suntele (1994–2017), Boxer
- Tsepang Sello (* 1997), Leichtathletin
- Lerotholi David Seeiso (* 2007), Kronprinz von Lesotho